# Mililani Town
Mililani Town – census-designated place (CDP) na wyspie Oʻahu, w hrabstwie Honolulu, na Hawajach, w Stanach Zjednoczonych. Według szacunków United States Census Bureau w roku 2010 CDP miało 48 668 mieszkańców.

## Geografia
Według United States Census Bureau census-designated place obejmuje powierzchnię 6,6 mil2 (17,1 km²).

## Demografia
Według spisu z roku 2000, CDP zamieszkiwało 28 608 osób, które tworzyło 9 010 gospodarstw domowych i 7 694 rodzin. Średni roczny dochód dla gospodarstwa domowego wynosił 73 067 $ a średni roczny dochód dla rodziny to 76 338 $. Średni roczny dochód na osobę wynosił 24 427 $ (47 051 $ dla mężczyzn i 31 976 $ dla kobiet). 2,5% rodzin i 3,2% mieszkańców census-designated place żyło poniżej granicy ubóstwa, z czego 4,2% to osoby poniżej 18 lat a 1,6% to osoby powyżej 65 roku życia.